# شهریارک عینکی
شهریارک عینکی (نام علمی: Symposiachrus trivirgatus) نام یک گونه از سرده شهریارک‌های رنگ‌پریده است.

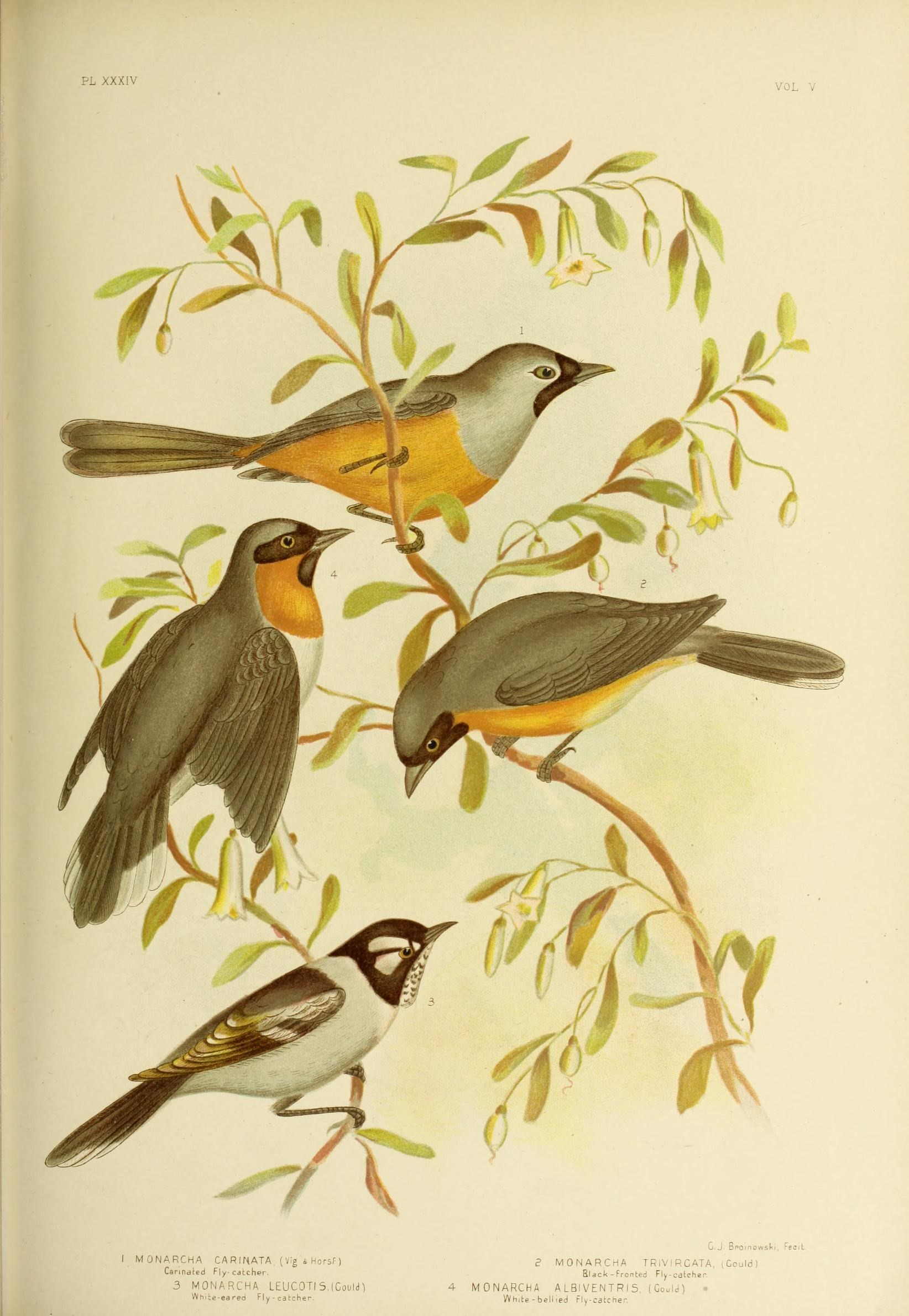
نقاشی از پرندگان استرالیا: شهریارک عینکی